# Mangosta de Meller
La mangosta de Meller (Rhynchogale melleri) és una espècie de mangosta del gènere monotípic Rhynchogale.

## Descripció
Es tracta d'una espècie de mangosta de mida mitjana, amb una longitud del cos i del cap que varia entre 44 i 48 centímetres, una cua que varia entre 28 i 40 centímetres, i un pes que varia entre 1,7 i 3 quilograms. Les potes posteriors fan entre 9,5 i 10,1 centímetres.
Aquesta rara mangosta es pot distingir per unes zones del pelatge als costats del coll, on el pèl és en sentit contrari al de la resta del cos. El pelatge varia del marró al gris, amb les potes més fosques i el ventre i el cap més clars.

## Distribució i hàbitat
Es troba en llocs humits i molt verds o àrees boscoses en zones plujoses i valls poc profundes de la República Democràtica del Congo, Malawi, Moçambic, Sud-àfrica, Eswatini, Tanzània, Zàmbia i Zimbàbue.

## Comportament
Es creu que es tracta d'una animal solitari, terrestre i nocturn.

## Dieta
S'alimenta de petits vertebrats, com ratolins i lacertilis, tèrmits i fruits.

## Subespècies
- Rhynchogale melleri langi
- Rhynchogale melleri melleri